# Кім Чжі Ун
Кім Чжі Ун (кор. 김지운, нар. 27 травня 1964 року) — південнокорейський кінорежисер та сценарист. Один з провідних сучасних режисерів Кореї.

## Біографія
Кім Чжі Ун народився 27 травня 1964 року в Сеулі. Перш ніж зняти свій перший фільм «Тиха сім'я» (1998 рік), Кім тривалий час працював актором та режисером у театрі. Він сам написав сценарій (як і в наступних роботах), а фільм «Тиха сім'я» отримав приз за найкращий фільм на фестивалі Fantasporto в Португалії. Наступною значимою стрічкою в кар'єрі режисера став трилер «Історія двох сестер» (2003 рік), який зібрав численні нагороди в Кореї і на кінофестивалях. Потім був фільм нео-нуар «Гірко-солодке життя» (2005 рік) і комедійний вестерн «Хороший, поганий, довбанутий» (2008 рік), який зібрав понад 40 мільйонів доларів у світі.
2010 року на екрани вийшов фільм «Я бачив диявола» з Лі Бен хоном та Чхве мін Сик в головних ролях.
2013 року вийшов бойовик «Повернення героя» — режисерський дебют Кім Чжі Уна в Голлівуді, в головній ролі Арнольд Шварценеггер.

## Фільмографія
- 2018 — Інран: Вовча бригада
- 2013 — Повернення героя / The Last Stand — режисер
- 2012 — Книга судного дня / Doomsday Book — режисер, (епізод «Небесні створення»)
- 2010 — Я бачив Диявола / Akmareul boatda — режисер
- 2009 — Непрохані / The Uninvited — сценарист
- 2008 — Хороший, поганий, довбанутий / Joheunnom nabbeunnom isanghannom — режисер, сценарист
- 2005 — Гірко-солодке життя / Dalkomhan insaeng — режисер, сценарист
- 2003 — Історія двох сестер/Janghwa, Hongryeon — режисер, сценарист
- 2002 — Три / Saam gaang — режисер, сценарист, (епізод «Спогади»)
- 2001 — Вихід / Coming Out — режисер, сценарист
- 2000 — Брудний король / Banchikwang — режисер, сценарист
- 1998 — Тиха сім'я / Choyonghan kajok — режисер, сценарист

| Рік  |   | Українська назва              | Оригінальна назва | Роль               |
| ---- | - | ----------------------------- | ----------------- | ------------------ |
| 2016 | ф | Секретний агент (фільм, 2016) | 밀정 (Miljung)    | режисер, сценарист |

## Нагороди
- 1998 — Номінація на «Найкращий фільм» (Тиха сім'я) на Міжнародному кінофестивалі в Каталонії
- 2000 — Нагорода «Найкращому режисерові» і «Найкращому фільму» (Тиха сім'я) на Málaga International Week of Fantastic Cinema
- 2001 — Нагорода «Найкращому режисерові» (Брудний король) на Міжнародному кінофестивалі в Мілані
- 2003 — Нагорода «Найкращому фільмові» (Історія двох сестер) на Screamfest Horror Film Festival
- 2004 — Нагорода «Найкращому режисеру» і «Найкращому фантастичному фільму» (Історія двох сестер) на Кінофестивалі «Фанташпорту»
- 2005 — Номінація на «Найкращий фільм» (Гірко-солодке життя) на Міжнародному кінофестивалі в Каталонії
- 2008 — Нагорода «Найкращому режисеру» (Хороший, поганий, довбанутий) на Міжнародному кінофестивалі в Каталонії
- 2011 — Нагорода «Найкращому режисеру» і «Найкращому фільмові» (Я бачив Диявола) на Кінофестивалі «Фанташпорту»

Перелік нагород та номінацій — на сайті IMDB.